# Fundusz Kwaterunku Wojskowego
Fundusz Kwaterunku Wojskowego (FKW) – fundusz utworzony przy Ministerstwie Spraw Wojskowych posiadający osobowość prawną, na mocy rozporządzenia wykonawczego marszałka Józefa Piłsudskiego z dn. 2 czerwca 1927 r. w porozumienium z Ministrami Skarbu, Robót Publicznych i Spraw Wewnętrznych do ustawy „O zakwaterowaniu wojska w czasie pokoju”, przeznaczony na budowę domów mieszkalnych – stałych kwater dla osób uprawnionych do korzystania z nich na zasadzie ww. ustawy z dn. 15 lipca 1925 r.

## Historia
Fundusz Kwaterunku Wojskowego (FKW) został utworzony w 1927 r. przy Ministerstwie Spraw Wojskowych, na mocy rozporządzenia wykonawczego marszałka Józefa Piłsudskiego z dn. 2 czerwca 1927 r. do Ustawy z dn. 15 lipca 1925 r. „O zakwaterowaniu wojska w czasie pokoju”, która stworzyła podwaliny pod rozwój mieszkalnictwa wojskowego w dwudziestoleciu międzywojennym.
W myśl ustawy, kwatera stała (mieszkanie) przysługiwała wyłącznie oficerom i żonatym podoficerom zawodowym w służbie stałej w stanie czynnym, podoficerowie nie żonaci i szeregowcy mieli być zakwaterowani we wspólnych koszarach. O metrażu należnego mieszkania służbowego decydował stopień wojskowy lokatora konkretnej osoby, a przydzielała je przełożona władza wojskowa niezależnie od liczebności rodziny zakwaterowanej osoby. Nie miało przy tym znaczenia, czy sam zainteresowany posiadał inne, prywatne mieszkanie. Kwatera zawodowego wojskowego, choć rodzinna, nie miała charakteru socjalnego. Jako pozostająca w wyłącznej dyspozycji władz wojskowych związana była z czasem i wymaganiami służby wojskowej. Przydzielał ją komendant garnizonu, a czynsz opłacany był w drodze potrąceń z uposażenia zakwaterowanej osoby.
W przypadku przeniesienia w stan spoczynku lub zwolnienia ze służby czynnej, kwatera musiała być opróżniona pod rygorem eksmisji przeprowadzanej przy użyciu Żandarmerii Wojskowej.
Dwuletnia zwłoka w utworzeniu Funduszu Kwaterunku Wojskowego od momentu uchwalenia ustawy wynikała z kontrowersji wokół ustawowego upoważnienia FKW do zaciągnięcia zewnętrznej lub wewnętrznej pożyczki do wysokości 140 milionów zł (za państwowym poręczeniem), pod zabezpieczenie hipoteczne na wszystkich nowo budowanych nieruchomościach własnych. Fundusz Kwaterunku Wojskowego jako instytucja cywilna przeznaczona więc była do realizacji zadań dla potrzeb wojska: wznoszenia własnych budynków mieszkalnych, stanowiących własność Funduszu Kwaterunku Wojskowego oraz ich utrzymania i konserwacja. Władzami FKW były: zarząd – kolegialny organ stanowiący oraz zawodowa dyrekcja i komisja rewizyjna, stanowiąca organ kontroli wewnętrznej, obowiązana do przeprowadzania kontroli technicznej, rachunkowej, kasowej oraz całokształtu czynności FKW. Ponadto
Fundusz podlegał kontroli ustawowej Najwyższej Izby Kontroli Państwa, oraz Korpusu Kontrolerów
M, S. Wojsk.. Przewodniczącym Zarządu był Minister Spraw Wojskowych, względnie wyznaczony przez niego
Zastępca.
W skład Zarządu wchodzili ponadto:
- dwaj Delegaci Ministerstwa Spraw Wojskowych;
- jeden Delegat Ministerstwa Skarbu;
- jeden Delegat Ministerstwa Robót Publicznych;
- jeden Delegat Ministerstwa Spraw Wewnętrznych;
- jeden Delegat Sejmu, wyznaczony spoza składu Sejmu;
- jeden Delegat Senatu, wyznaczony spoza składu Senatu;
- jeden Delegat Samorządu, wybrany przez Radę Miejską m. st. Warszawy.

Fundusz Kwaterunku Wojskowego miał obowiązek budować na gruntach państwowych, jednak w przypadku ich braku miał też prawo nabywać tereny pod budowę w trybie wywłaszczenia. Budownictwo mieszkaniowe FKW cieszyło się bardzo dobrą opinią, z racji solidności oraz wysokiego profesjonalizmu wykonania. Zadanie projektowania architektonicznego powierzano najwybitniejszym architektom, co sprawiło, że realizacje FKW stały się wzorcem, punktem odniesienia dla wznoszonych ówcześnie budynków mieszkalnych. Do dziś przetrwało wiele obiektów wybudowanych przez Fundusz Kwaterunku Wojskowego, głównie (choć nie tylko) w Warszawie.

## Obiekty wybudowane przez FKW w Warszawie

### Szpital Okręgowy im. Marszałka Józefa Piłsudskiego przy al. Niepodległości 218

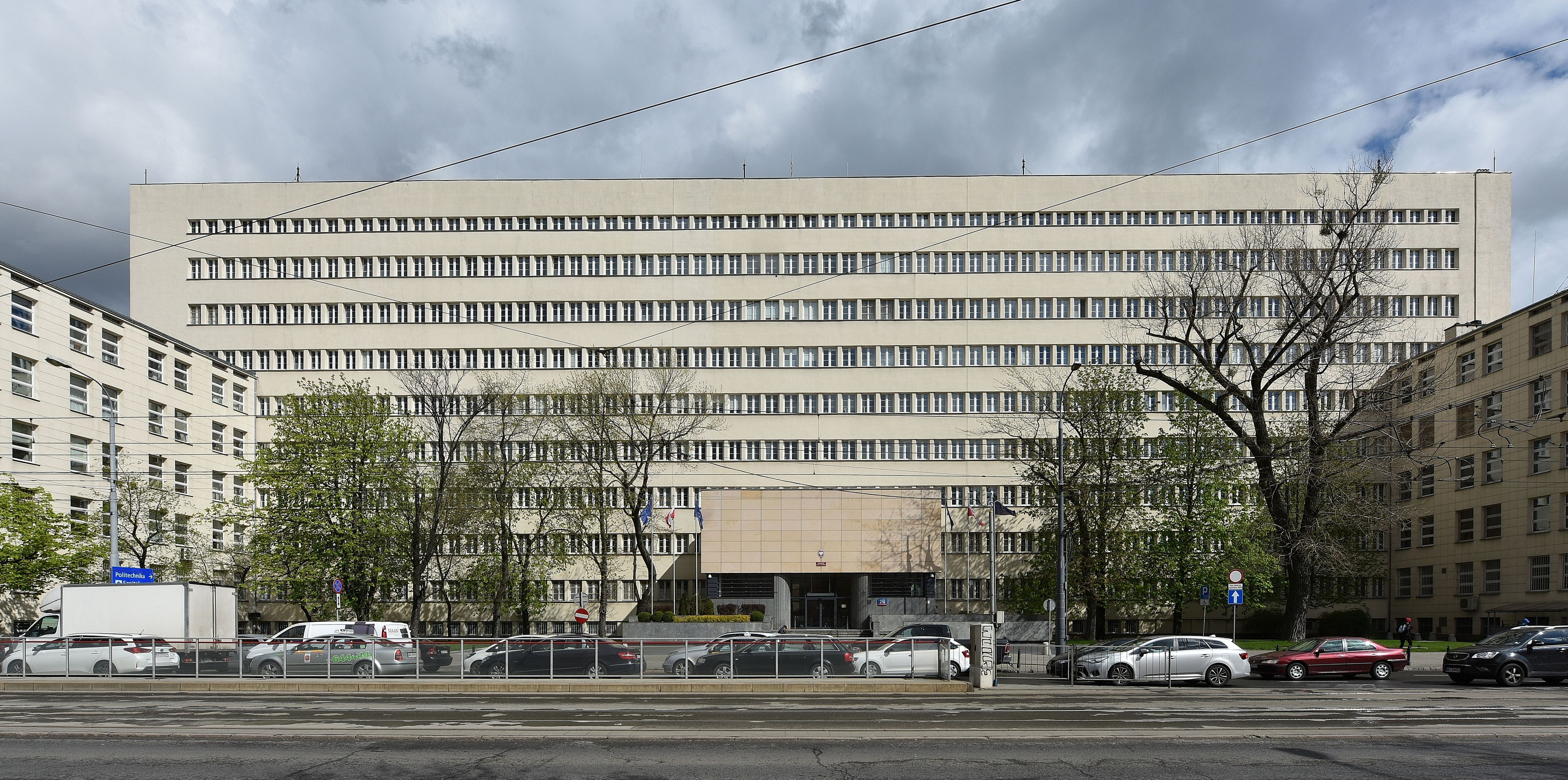
Gmach dawnego szpitala, obecnie siedziba Ministerstwa Obrony Narodowej przy al. Niepodległości 218

Wybudowany według projektu architektów Janusza Kraussa i Juliana Lisieckiego (1881–1944). Budowy rozpoczętej w roku 1936 nie udało się dokończyć do chwili wybuchu wojny; po 1945 odbudowany rękami jeńców niemieckich. Obecnie biurowiec Ministerstwa Obrony Narodowej. Monumentalny gmach o kubaturze 135 420 m³, będący drugą co do wielkości realizacją FKW, przy czym największą spośród gmachów wojskowych. Gmach nie posiadał niemal w ogóle ozdobnego detalu architektonicznego, jeśli nie liczyć balustrad przy bocznych wejściach. W pierwotnym projekcie jego monotonna, płaska fasada miała zostać urozmaicona przed uskok obejmujący kilka środkowych osi okiennych, ale ostatecznie i to zarzucono.

### Komenda Miasta
Budynek przy ul. gen. M. Karaszewicza-Tokarzewskiego 4, bezpośrednio powiązany z sąsiednim budynkiem przy Krakowskim Przedmieściu. Wzniesiony w początkach XX wieku, przebudowany dla FKW w roku 1937 według projektu Czesława Przybylskiego, po jego śmierci w roku 1936 prace kontynuowano pod kierunkiem Aleksandra Sygietyńskiego. Ścianę frontową na całej długości zwieńczyła potężna attyka z płaskorzeźbionym godłem państwowym i datą "MCMXXXVI". Dodanym w roku 1925 osiom nadano formę ryzalitów i zwieńczono je rzeźbami lwów. Autorem wystroju rzeźbiarskiego był prawdopodobnie Mieczysław Lubelski.

### Dom Oficerski przy ul. Nowowiejskiej 28 (d. 6 Sierpnia 58)
Wybudowany w roku 1935 według projektu Jana Redy na miejscu dawnych zabudowań należących do zespołu rosyjskich Koszar Jerozolimskich. W okresie PRL kompleks zamieszkany przez kierowniczą kadrę LWP.
Wielkomiejski, funkcjonalistyczny dom o asymetrycznej,uskokowej elewacji, wybudowany na rzucie zbliżonym do odwróconej litery "J". Wszystkie elewacje obłożone zostały jasnoszarymi płytkami klinkierowymi, obecnie zachowanymi na elewacji wzdłuż ul. Krzywickiego.

### Dom Oficerski przy al. Niepodległości 243/245/ Koszykowa 79a
Wybudowany w latach 1932-33 według projektu Romualda Gutta i Józefa Jankowskiego na miejscu zabudowań dawnych Koszar Jerozolimskich. Monumentalna budowla w stylu funkcjonalnym, trzecia co do wielkości spośród wszystkich realizacji FKW, największa wśród bloków mieszkalnych. Dwa dłuższe skrzydła od strony ul. Koszykowej, krótsze od Al. Niepodległości, w narożu oraz na końcu dłuższego skrzydła dwa przejazdy bramne. Surowe elewacje, pozbawione jakichkolwiek ozdób, licowane są prawie w całości szarą cegłą cementową. Jedynie w mieszczącym sklep przyziemiu naroża zastosowano brunatne płytki klinkierowe. Charakterystyczne dla twórczości Romualda Gutta zastosowanie cegły cementowej i budowanie formy przez zestawienie stereometrycznych brył. W okresie PRL w kompleksie tym zamieszkiwała duża część kierowniczej kadry LWP (generałów i pułkowników).

### Dom Oficerski przy Krakowskim Przedmieściu 11

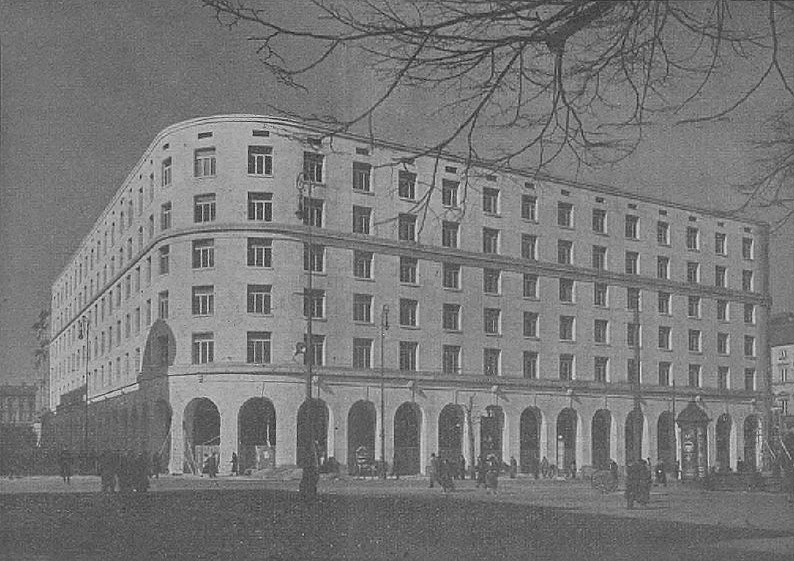
Dom Bez Kantów (przed 1939)

Znany pod nazwą dom Bez Kantów, która wynika z zaokrąglenia narożników gmachu. Wybudowany w latach 1933–1935 według projektu Czesława Przybylskiego i wyliczeń konstrukcyjnych Stefana Bryły. Architektonicznie dostosowany do wyglądu sąsiedniego hotelu Europejskiego budynek jest jednym z czołowych przykładów warszawskiej szkoły architektonicznej oraz przykładem zmodernizowanego klasycyzmu.

### Dom Oficerski przy ul. Myśliwieckiej 11
Wybudowany w roku 1923 według projektu Kazimierza Mieszkisa jako dom mieszkalny pracowników Szpitala Ujazdowskiego; około roku 1928 przejęty przez FKW od Departamentu Budownictwa Ministerstwa Spraw Wojskowych. Przekształcony po wojnie budynek zamieszkiwała kadra pobliskiego Centrum Wyszkolenia Sanitarnego.

### Dom Oficerski przy ul. Rudawskiej 4/Solariego 5
Dwa bliźniacze galeriowce wybudowane w duchu tzw. funkcjonalizmu romantycznego. Budowę ukończono w roku 1937, autorem projektu był Stanisław Fiszer (1898–1944). W okresie PRL w kompleksie tym zamieszkiwała kierownicza kadra MON i LWP, m.in. ówczesny minister obrony narodowej gen. Wojciech Jaruzelski.

### Dom Oficerski przy ul. Ratuszowej 7/9
Wybudowany w latach 1927-28 według projektu Czesława Przybylskiego.
Skromny budynek typu koszarowego, o cechach purystycznego funkcjonalizmu. Rozkład mieszkań został zaplanowany według rozwiązań wypracowanych w kręgu Bauhausu. Pierwotnie z szarej cegły cementowej, po wojnie otynkowany z zachowaniem elementów licowanych klinkierem (bramy i cokoły).

### Dom Oficerski przy ul. Ratuszowej 17/19
Wybudowany w roku 1929 według projektu Aleksandra Sygietyńskiego.
Dom Oficerski przy ul. Dąbrowszczaków 4 (d. Ratuszowej 15)

Wybudowany w roku 1929 według projektu Kazimierza Tołłoczki. Podczas budowy osiedla "Praga" został on wbudowany w nowe bloki – Dąbrowszczaków 2 i 6, a sam otrzymał nr 4.

### Dom mieszkalny przy ul. Filtrowej 30
Wybudowany na terenie Kolonii Staszica około roku 1925 według projektu Jana Redy.

### Dom podoficerski przy ul. Wawelskiej 7
Wybudowany w roku 1935 według projektu Rudolfa Świerczyńskiego. Skromny funkcjonalizm.

### Dom podoficerski przy ul. 29 listopada 3
Wybudowany w latach 1931–32 funkcjonalny dom wielomieszkaniowy. Autorem projektu był Kazimierz Tołłoczko.

### Dom podoficerski przy ul. Starzyńskiego 12 (d. 11 Listopada 15)
Wzniesiony w roku 1928 według projektu Juliusza Dzierżanowskiego.

### Gmach Sądu Grodzkiego przy ul. Leszno 53/55 i Ogrodowej 12/14
Gmach wybudowany w latach 1935–39 według projektu Bohdana Pniewskiego. Przykład monumentalnej architektury użyteczności publicznej, zmodernizowany klasycyzm lat 30.

### Żoliborz Oficerski
Jedyne warszawskie, zwarte, osiedle wybudowane przez Fundusz Kwaterunku Wojskowego.